# Doença inflamatória pélvica
Doença inflamatória pélvica (DIP) é uma infeção da parte superior do aparelho reprodutor feminino, nomeadamente do útero, trompas de falópio, ovários, e do interior da bacia. Em muitos casos a doença é assintomática. Quando estão presentes, os sinais e sintomas mais comuns são dor no baixo ventre, corrimento vaginal, febre, ardor ao urinar, dor na relação sexual e menstruação irregular. Quando não é tratada, a longo prazo a doença pode causar complicações como infertilidade, gravidez ectópica, dor pélvica crónica e cancro.
A doença é causada por bactérias que se propagam a partir da vagina e do colo do útero. Entre 75 e 90% dos casos são causados por infeções por Neisseria gonorrhoeae ou Chlamydia trachomatis. É frequente estarem envolvidas várias bactérias diferentes. Cerca de 10% das pessoas com clamídia não tratada e 40% das pessoas com gonorreia não tratada desenvolvem DIP. Os fatores de risco são semelhantes aos da generalidade das infeções sexualmente transmissíveis, como elevado número de parceiros sexuais e consumo de drogas. A lavagem vaginal pode também aumentar o risco. O diagnóstico geralmente tem por base os sinais e sintomas. Está recomendado que se suspeite da doença em todas as mulheres em idade fértil que apresentem dor no baixo ventre. O diagnóstico pode ser definitivamente confirmado quando, durante uma laparoscopia, se observa pus a envolver as trompas de falópio. O diagnóstico pode ainda ser auxiliado por ecografia.
Entre as medidas de prevenção estão a abstinência sexual ou redução do número de parceiros sexuais e a utilização de preservativo durante as relações sexuais. O rastreio e posterior tratamento de mulheres com risco de clamídia também diminui o risco de DIP. Quando se suspeita do diagnóstico, geralmente recomenda-se tratamento. Está também recomendado o tratamento dos parceiros sexuais da mulher. Em pessoas com sintomas ligeiros a moderados, está recomendada uma injeção do antibiótico ceftriaxona, seguida por duas semanas com doxiciclina e possivelmente metronidazol por via oral. Em pessoas que não melhoram após três dias ou que apresentam sintomas graves podem ser administrados antibióticos por via intravenosa.
Em 2008 ocorreram em todo o mundo cerca de 106 milhões de casos de clamídia e em igual número de gonorreia. No entanto, o número de casos de DIP não é claro. Estima-se que em cada ano a doença afete cerca de 1,5% de todas as mulheres jovens. Nos Estados Unidos, a DIP afeta um milhão de pessoas por ano. Na década de 1970, um tipo de dispositivo intrauterino denominado "escudo de Dalkon" levou a um aumento dos casos de DIP. No entanto, os dispositivos intrauterinos atuais não estão associados a este problemas após o primeiro mês.

## Sinais e sintomas
Os sintomas de DIP incluem:
- Febre,
- Dor pélvica,
- Dor ao tocar o cérvix,
- Corrimento vaginal novo ou diferente,
- Intercurso sexual doloroso (dispareunia),
- Sensibilidade uterina e anexial,
- Menstruação irregular (como metrorragia)

### Complicações
A infecção pode se espalhar causando apendicite, peritonite, hepatite ou abscessos. Após um longo período de inflamação as cicatrizes no aparelho reprodutor feminino podem resultar em infertilidade, gravidez ectópica e Síndrome de Fitz-Hugh-Curtis (peritonite com fibrose hepática).

## Causas
A grande maioria dos casos é causada pelas bactérias Chlamydia trachomatis ou Neisseria gonorrhoeae, e frequentemente é causado por múltiplas bactérias, mas também pode ser causado pela Prevotella, alguma espécie de Streptococcus  ou por outras bactérias menos frequentes.
A principal via de transmissão é por relação sexual sem camisinha. A infecção ascende da vagina para os outros órgãos pélvicos.

## Diagnóstico
A suspeita surge sintomas de infecção associados a dor no exame pélvico, além de sensibilidade ao toque cervical, desconforto uterino ou anexial. O DIP pode ser confirmado com um hemograma completo, taxa de sedimentação de eritrócitos (ESR), Proteína c-reativa, cultivo da flora cervical e exame de imagens. Também é comum investigar se há Clamídia ou Gonorreia com um NAAT (Nucleic acid amplification tests). 